# Садовский (Воронежская область)
Садовский — поселок в Эртильском районе Воронежской области России. 
Входит в состав Буравцовского сельского поселения.

## География
В посёлке имеется одна улица — Садовая.

## Население
| 2000 | 2010 |
| ---- | ---- |
| 18   | ↘16  |